# Aethiopulopa bambiensis
Aethiopulopa bambiensis är en insektsart som beskrevs av Evans 1947. Aethiopulopa bambiensis ingår i släktet Aethiopulopa och familjen dvärgstritar. Inga underarter finns listade i Catalogue of Life.